# Ferrari 296
Ferrari 296 (Type F171) — спортивный автомобиль итальянской фирмы Ferrari, являющийся преемником Ferrari F8 и выпускаемый с 2021 года.

## Описание
Ferrari 296 впервые был представлен 24 июня 2021 года. По сути, это первый автомобиль компании Ferrari с шестицилиндровым двигателем.
Ранее до 1974 года индекс 296 присваивался автомобилю Dino. Продажи автомобиля Ferrari 296 начались в 2022 году.
GTB расшифровывается как Gran Turismo Berlinetta.

## Технические характеристики
Ferrari 296 приводится в движение двигателем V6 объёмом 3,0 л (2992 см3), мощностью 488 кВт (663 л. с.) при 8000 об/мин, который сочетается в паре с электродвигателем мощностью 123 кВт (167 л. с.). Аккумулятор ёмкостью 7,45 кВт⋅ч обеспечивает запас хода 25 км на электротяге. До 100 км/ч автомобиль разгоняется за 2,9 секунд, а максимальная скорость более 330 км/ч.

## Модификации
- Assetto Fiorano.
- GTS.
- Promotion. Выпускался компанией Epic Games с июля по октябрь 2021 года[7][8].
- 296 GT3[9].
- 296 Challenge[10].

## Галерея
- Ferrari 296 GTB Assetto Fiorano
- Ferrari 296 GTB Assetto Fiorano
- Ferrari 296 GTS
- Ferrari 296 GT3